# 曾璧光
曾璧光（？—1875年），字樞桓，四川嘉定府洪雅柳江人。清朝政治、軍事人物。

## 生平
道光三十年（1850年）中進士，選庶吉士，散館授編修。咸豐九年（1859年）出任貴州鎮遠府知府。同治元年（1862年）防守貴陽立功，次年（1863年）剿平叛亂又有功。同治四年（1865年）升貴州按察使，同治六年（1867年）升貴州巡撫。曾在貴州任職20多年，多次帶兵指揮作戰，長勝無異。加太子少保。光緒元年（1874年）卒，追贈太子太保，諡文誠。《清史稿》有传。

## 延伸阅读
[在维基数据编辑]
 《清史稿·卷420》，出自趙爾巽《清史稿》
 在维基共享资源阅览影像